# كيارامونتي
كيارامونتي، (بالإنجليزية: Chiaramonti)‏، (سردينيا: Tzaramònte)، هي بلدية في مقاطعة ساساري، في المنطقة الإيطالية سردينيا، وتقع على بعد حوالي 170 كم (110 ميل) إلى الشمال من كالياري، وعلى بعد حوالي 25 كم شرق ساساري. انها جزء من المنطقة التاريخية أنجلونا.

## السكان
في سنة 1861 بلغ عدد السكان 1٬802 نسمة، وتطور العدد ليصل في سنة 2011 لـ 1٬735 نسمة.
يظهر هذا المخطط البياني تطور النمو السكاني لـ كيارامونتي